# 玉柏站
玉柏站（日语：／ Tamagashi eki */?）是位於岡山縣岡山市北區玉柏1325號，西日本旅客鐵道（JR西日本）的津山線車站。

## 歷史
- 1898年（明治31年）12月21日 - 中國鐵道（日语：中鉄バス）本線岡山市站至津山站開通，此站啟用。
  - 當時車站地址是岡山縣御野郡牧石村（日语：牧石村）玉柏。
- 1900年（明治33年）4月1日 - 隨著御津郡成立，車站地址變為岡山縣御津郡牧石村玉柏。
- 1944年（昭和19年）6月1日 - 中國鐵道的鐵路部門被國有化，成為國有鐵道津山線車站。
- 1952年（昭和27年）4月1日 - 牧石村編入至岡山市，車站地址變為岡山縣岡山市玉柏。
- 1971年（昭和46年）11月15日 - 成為無人車站。
- 1987年（昭和62年）4月1日 - 伴隨國鐵分割民營化，車站由西日本旅客鐵道（JR西日本）營運。
- 2009年（平成21年）4月1日 - 隨著岡山市成為政令指定都市，車站地址變為岡山縣岡山市北區玉柏。

## 車站構造

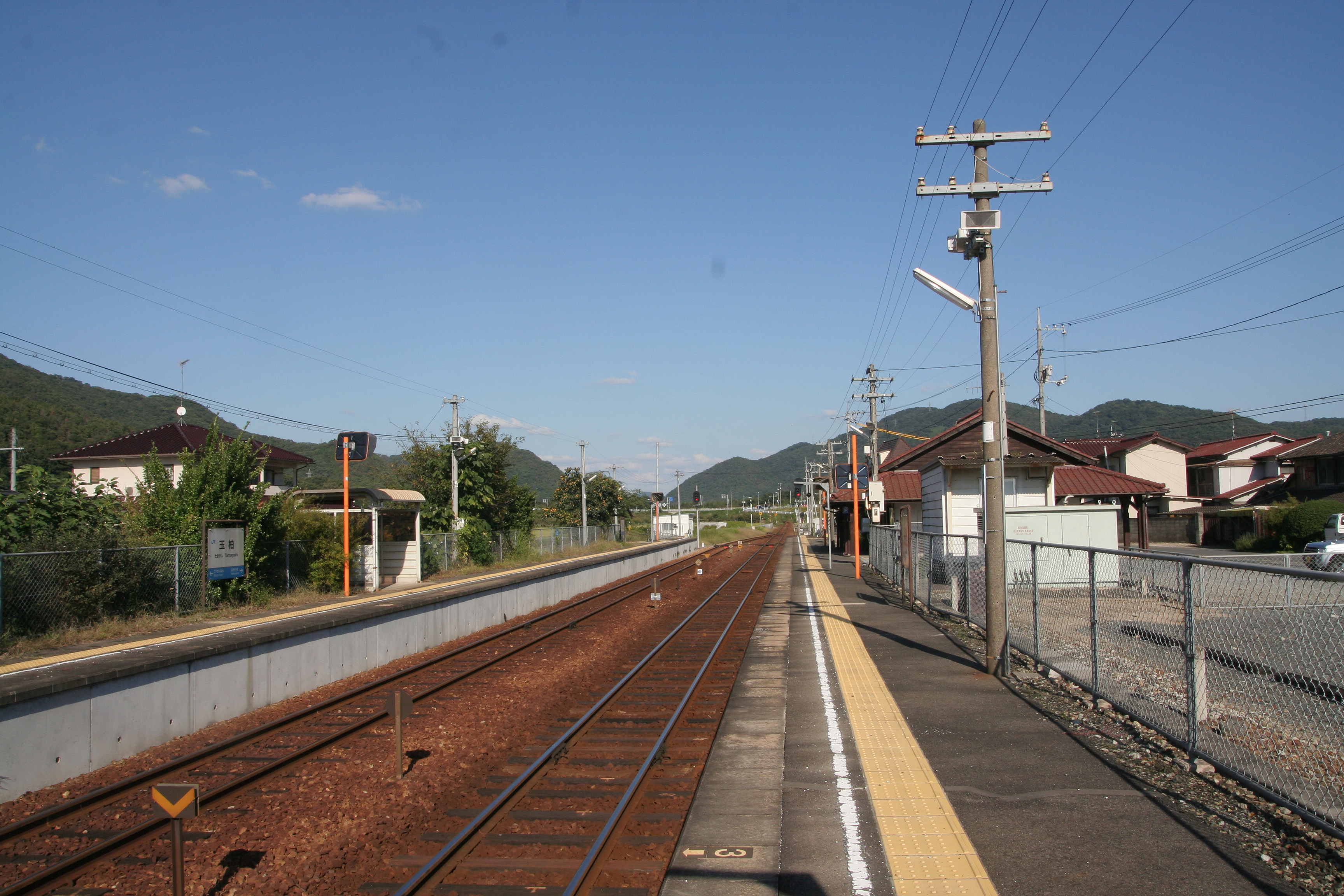
站內（2009年10月12日）

車站是一座地面車站，設有2面2線的相對式月台，可進行列車交會。在國鐵末期，此站變為只有單式月台。後來隨著津山線進行高速化工程，此站變回設有列車交會設施。此站設有一線通過結構（靠近車站大樓的是上下行本線2號月台，對面是上下行副本線1號月台）。兩月台之間設有站內平交道連接（在2019年翻新平交道）。車站引入了JR標準音樂和進站廣播。
此站是由岡山站管理的無人車站。此站設有木造古老車站大樓，現時大樓內事務室部分被拆毀，剩下只有候車室。車站大樓對面月台上設有候車室。
車站大樓內設有郵筒（岡山中央郵局）。
在2018年發生2018年7月西日本豪雨後重開部分路段時，此站曾經設有列車折返至岡山方向。

### 月台
| 月台 | 路線   | 上下行 | 方向           |
| ---- | ------ | ------ | -------------- |
| 1、2 | 津山線 | 上行   | 福渡、津山方向 |
| 1、2 | 津山線 | 下行   | 岡山方向       |

- 所有通過列車和不需要進行列車交會的停站列車，均使用2號月台。
- 當進行列車交會時，津山方向的上行列車會使用1號月台，岡山方向的下行列車使用2號月台。

## 使用狀況
以下為近年1日平均乘車人次列表：
| 乘車人次變化 | 乘車人次變化    |
| 年度         | 1日平均乘車人次 |
| ------------ | --------------- |
| 1999         | 126             |
| 2000         | 119             |
| 2001         | 103             |
| 2002         | 98              |
| 2003         | 102             |
| 2004         | 98              |
| 2005         | 100             |
| 2006         | 97              |
| 2007         | 96              |
| 2008         | 96              |
| 2009         | 93              |
| 2010         | 97              |
| 2011         | 92              |
| 2012         | 92              |
| 2013         | 89              |
| 2014         | 81              |
| 2015         | 81              |
| 2016         | 84              |
| 2017         | 86              |
| 2018         | 94              |

## 車站周邊
車站周邊都是大型村落。宇野巴士設有縣道27號線，該巴士路線與津山線進行競爭。而此站的班次每1至2小時設有1班，但是宇野巴士班次較多，而車費相差不大，因此鐵路利用者較少。
- 旭川（日语：旭川 (岡山県)）
- 岡山縣道27号岡山吉井線（日语：岡山県道27号岡山吉井線）
- 岡山縣道218號玉柏野野口線（日语：岡山県道218号玉柏野々口線）
- 岡山刑務所（日语：岡山刑務所）
- 岡山縣警察學校
- 梶原乳業（日语：梶原乳業）

## 相鄰車站
西日本旅客鐵道（JR西日本）
 津山線
■快速「壽」
通過
■普通
牧山－玉柏－備前原

## 注腳
1. ↑  岡山縣統計年報

## 外部連結
- 玉柏｜車站資訊：JR出門網 - 西日本旅客鐵道（日語）